# Gökhan Doğanay
Gökhan Doğanay (* 29. Februar 1987 in Gaziosmanpaşa, Istanbul) ist ein türkischer Komponist und Musiker zazaisch-kurdischer Abstammung.

## Leben und Karriere
Doğanay wurde am 20. Februar 1987 in Gaziosmanpaşa geboren. Er stammt ursprünglich aus der Provinz Tunceli. Er ist kurdisch-zazaischer Herkunft. Er ist der Cousin von Uygar Doğanay und Neffe von Seyfi Doğanay. 
2011 veröffentlichte er sein erstes Album Canın Sağolsun. 2014 veröffentlichte er sein Album Belalım. Im Jahr 2017 wurde Gökhan Doğanay angegriffen, als er einen Veranstaltungsort in Istanbul verließ, und verletzt. Zudem komponierte er die Musik für den Film Tutsak.

## Filmografie
- 2018: Tutsak

## Diskografie

### Alben
- 2011: Canın Sağolsun
- 2011: İstanbul Voyage
- 2014: Belalım
- 2015: Sizin Seçtikleriniz
- 2016: Görüşürüz
- 2017: Düştüm Dara Beladayım
- 2019: Diyarbekir Lice'den
- 2021: Kimin Umurunda
- 2022: Hakka Gider Benim İzim

### EPs
- 2017: Eyvah
- 2019: Sayılı Gün Geçmiyor
- 2021: Gel Deli Sevdam

### Singles (Auswahl)
- 2011: Dur Diyemem
- 2015: Yürek Yaram (mit Maral)
- 2015: Vay Lele
- 2016: Diyarbakir Küçeleri
- 2017: Düştüm Dara Beladayım
- 2017: Keke Eyvah
- 2017: Bu Nasıl Bir Sevda
- 2017: Eyvah (mit Ceylan)
- 2017: Ağlama Küçüğüm (mit Hakkı Bulut)
- 2019: Vazgeçilmez Değilsin
- 2023: Dayı
- 2024: Durak
- 2024: Bir Kenara Yazıyorum (mit Canbay & Wolker)